# John N. Little
John N. Little, más conocido como Jack Little, es un ingeniero eléctrico estadounidense, presidente y cofundador de MathWorks y coautor de una de las primeras versiones de MATLAB.
Es fellow del IEEE y patrono del Massacusetts Technology Leadership Council. Se graduó en ingeniería eléctrica en el Instituto Tecnológico de Massachusetts en 1978, tras lo que obtuvo una maestría en la Universidad Stanford en 1980. Es hijo del experto en investigación operativa John D. C. Little.